# Наполовину Нельсон
«Наполовину Нельсон» або «Половина Нельсона» (англ. Half Nelson) — американський драматичний фільм 2006 року режисера Раяна Флека, сценарій до якого написаний самим Флеком і Анною Боден, з Раяном Ґослінґом, Шарікою Еппс та Ентоні Макі в головних ролях.

## Сюжет
Ден Данн, молодий вчитель історії в середній школі в Брукліні, використовує унікальний діалектичний стиль викладання, але бореться з наркозалежністю. Після того, як його студент Дрей спіймав його на роздачі кокаїну, між ними зав'язався непростий зв'язок. Дрей з неблагополучної сім'ї з відсутнім батьком і братом у в'язниці стає мішенню для наркодилера Френка, який тисне на неї, щоб вона продавала наркотики. Ден намагається захистити її, але не може впоратися з власними проблемами.
Напруга зростає, оскільки Ден розкручує спіраль, віддаляючи Дрей і втрачаючи контроль над своїми стосунками. Дрей завершує свою першу угоду з продажу наркотиків для Френка, а покупцем виявляється Ден. Наступного дня Дрей знаходить Дена з похмілля у своєму номері в мотелі. Вони проводять тиху хвилину спілкування, яка закінчується сміхом над невдалою спробою Дена розповісти анекдот.

## Акторський склад
- Раян Ґослінґ — Ден Данн
- Шаріка Еппс — Дрей
- Ентоні Макі — Френк
- Моніка Ґабріела Кернен — Ізабель Реддінґ
- Деніс О'Гер — Джимбо
- Старла Бенфорд — Джой Гендерсон
- Нейтан Корбетт — Терренс
- Тайра Квао-Вово — Стейсі
- Джефф Ліма — Рудлі
- Карен Чилтон — Карен
- Дебора Раш — Джо Данн
- Джей О. Сандерс — Расс Данн
- Девід Істон — Джефф Данн
- Ніколь Вікіус — Сінді
- Коллінз Пенні — Майк
- Тіна Голмс — Рейчел
- Трістан Вайлдз — Джамаль
- Еріка Рівера — Еріка
- Брайс Сільвер — Бернард
- Кела К. Пейбон — Лена
- Стефані Баст — Ванесса
- Еленор Гатчинз — Симона
- Себастьян Соцці — Хав'єр
- Таддеус Даніельс — Рефері
- Реймонд Ентоні Томас — Ірл
- Рон Сіфаз Джонс — Ллойд Діксон
- Крістофер Вільямсон — Чарльз
- Леслі Ева Ґлейзер — Роуз
- Шарон Вашингтон — Сюзенн
- Ларрі Репп

## Саундтрек
«Half Nelson: Original Motion Picture Soundtrack» вийшов у Сполучених Штатах Америки та в Канаді 8 серпня 2006 року через лейбл Lakeshore Records. Пісні канадського гурту Broken Social Scene, що з'являється у самому фільмі, також присутні.
| #     | Назва                 | Performer(s)              | Тривалість |
| ----- | --------------------- | ------------------------- | ---------- |
| 1.    | «Stars & Sons»        | Broken Social Scene       | 5:09       |
| 2.    | «Evacuation»          | The Somnambulants         | 4:12       |
| 3.    | «Wanted»              | Rhymefest/Samantha Ronson | 3:27       |
| 4.    | «Black Hearts»        | Remy Balon                | 3:18       |
| 5.    | «A New England»       | Billy Bragg               | 2:14       |
| 6.    | «The Corner»          | Saigon (rapper)           | 4:20       |
| 7.    | «Shampoo Suicide»     | Broken Social Scene       | 4:07       |
| 8.    | «Na Ni Na»            | Conjunto Céspedes         | 5:21       |
| 9.    | «Just Begun»          | Baby Blak/King Honey      | 4:30       |
| 10.   | «Sometimes»           | Dujeous?                  | 4:30       |
| 11.   | «It's Alright to Cry» | Rosey Grier               | 2:25       |
| 12.   | «Can't You See»       | The Marshall Tucker Band  | 6:03       |
| 13.   | «Da Da Dada»          | Broken Social Scene       | 7:10       |
| 56:46 |                       |                           |            |

## Касові збори
Фільм «Наполовину Нельсон» вийшов в обмежений театральний прокат, відкрившись у двох кінотеатрах і досягнувши піку в 105 кінотеатрах. Він зібрав 2,7 мільйона доларів на внутрішньому ринку (США і Канада) і 2,2 мільйона доларів на інших територіях, загалом у світі — 4,9 мільйона доларів при бюджеті 0,7 мільйона доларів.